# パッセリーニの聖母被昇天

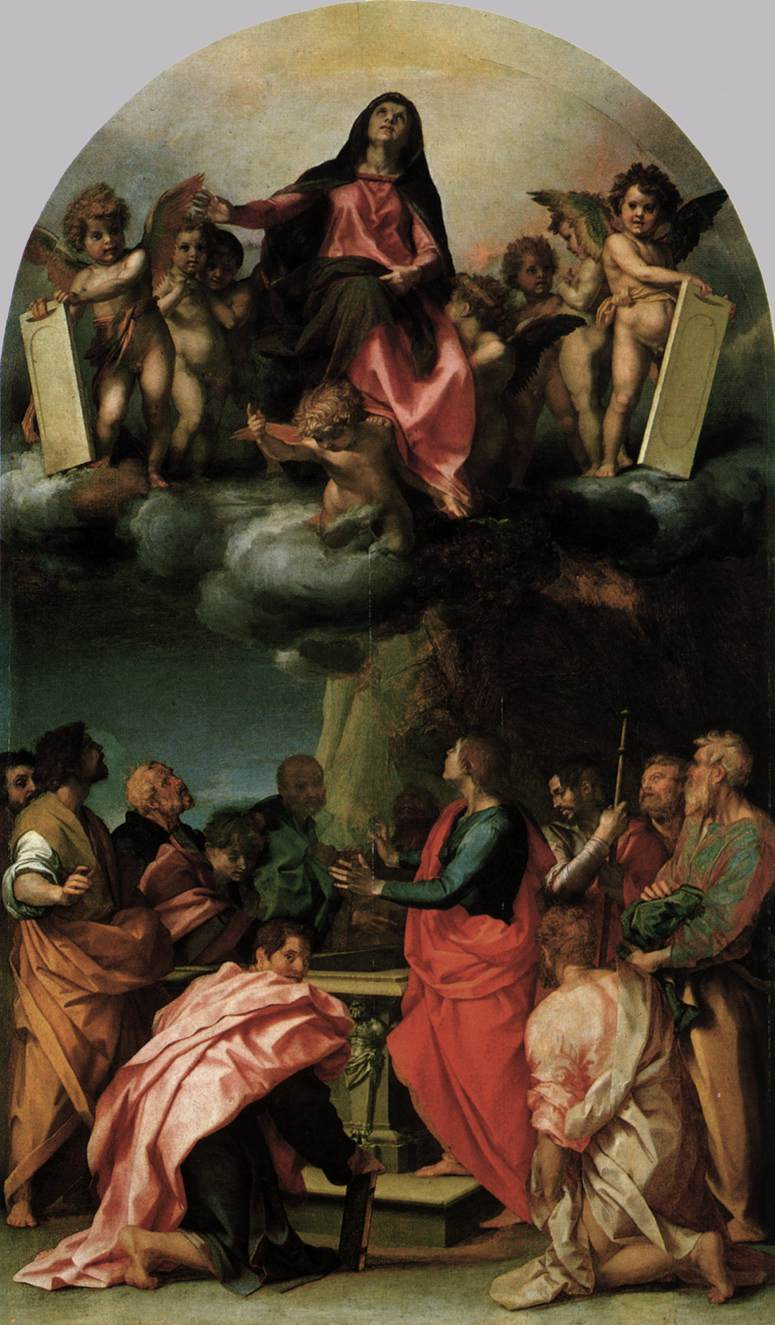
アンドレア・デル・サルト『パンチャティキの聖母被昇天』(1522-1523年頃)、パラティーナ美術館

『パッセリーニの聖母被昇天』（パッセリーニのせいぼひしょうてん、伊: Assunta Passerini）は、イタリアの盛期ルネサンス期の巨匠、アンドレア・デル・サルトが1526年に描いた板上の油彩画である。イタリア、フィレンツェのピッティ宮殿内にあるパラティーナ美術館に所蔵されている。

## 歴史
作品は、コルトーナのサンタ・マリア・フオーリ・レ・ムーラ教会のマルゲリータ・パッセリーニの私的な祭壇のために本人によって依頼された。契約は絵画を155フローリンの価格とし、1526年に交わされた。1553年に、教会の僧たちは本作を含む財産とともにサン・タントニオ・デイ・セルヴィ教会に移転した。
本作は、1639年にフェルディナンド2世・デ・メディチ大公に購入された。教会に残すために大公が制作費を支払った複製は現在、コルトーナ司教区美術館に所蔵されている。その後、アンドレア・デル・サルトによる同様の『パンチャティキの聖母被昇天』の対作品として、本作は現在の所蔵元であるピッティ宮殿に移された。

## 概要
アンドレア・デル・サルトは、以前の『パンチャティキの聖母被昇天』をモデルとして本作を描いた。二点の間のいくつかの相違として、風景の代わりに暗い背景、聖母マリアと周囲の天使の異なる位置、そして右にひざまずいている使徒を寄進者の保護者であった祝福されたマルゲリータ・ダ・コルトーナに置き換えていることが挙げられる。左の使徒は、寄進者の父または死んだ息子の守護聖人である聖ニコラスに置き換えられている。
この作品を制作した時点でアンドレア・デル・サルトはすでに結婚しており、後の伝記作家ジョルジョ・ヴァザーリが述べたように聖母の顔はおそらく画家の妻の肖像画である。